# 2019冠状病毒病马里兰州疫情
2019冠状病毒病疫情于2020年3月开始在美国马里兰州开始扩散。2020年3月5日，该州首例确诊病例出现在蒙哥马利县。截至4月3日，马里兰州卫生部共报告2331例确诊病例，36例死亡，治愈81例，包括巴爾的摩在内的所有行政区县均有确诊病例。

## 时间线

### 1月
1月底，马里兰州医院开始对新送入急诊室的患者进行健康检查。州卫生部专员在1月30日称，完成了首次新冠病毒检测，患者检测结果呈阴性，并在家隔離。州卫生部副秘书法兰·菲利普斯称马里兰州居民感染病毒的可能性尚且很低。州内医疗机构、教育机构及商业场所按照美国疾病控制与预防中心指导进行预防。陶森大學向学校成员发信息，称一位教授的家人去做检测了，该教授课程取消。

### 2月
由于美国疾病控制与预防中发布了意大利旅行警告，馬里蘭大學學院市分校和陶森大学取消了意大利的海外交换计划，陶森大学还取消了即将前往日本的交换计划。截至2月229日，马里兰州共有5人接受检测，前两例结果均为阴性。

### 3月

#### 3月1–5日

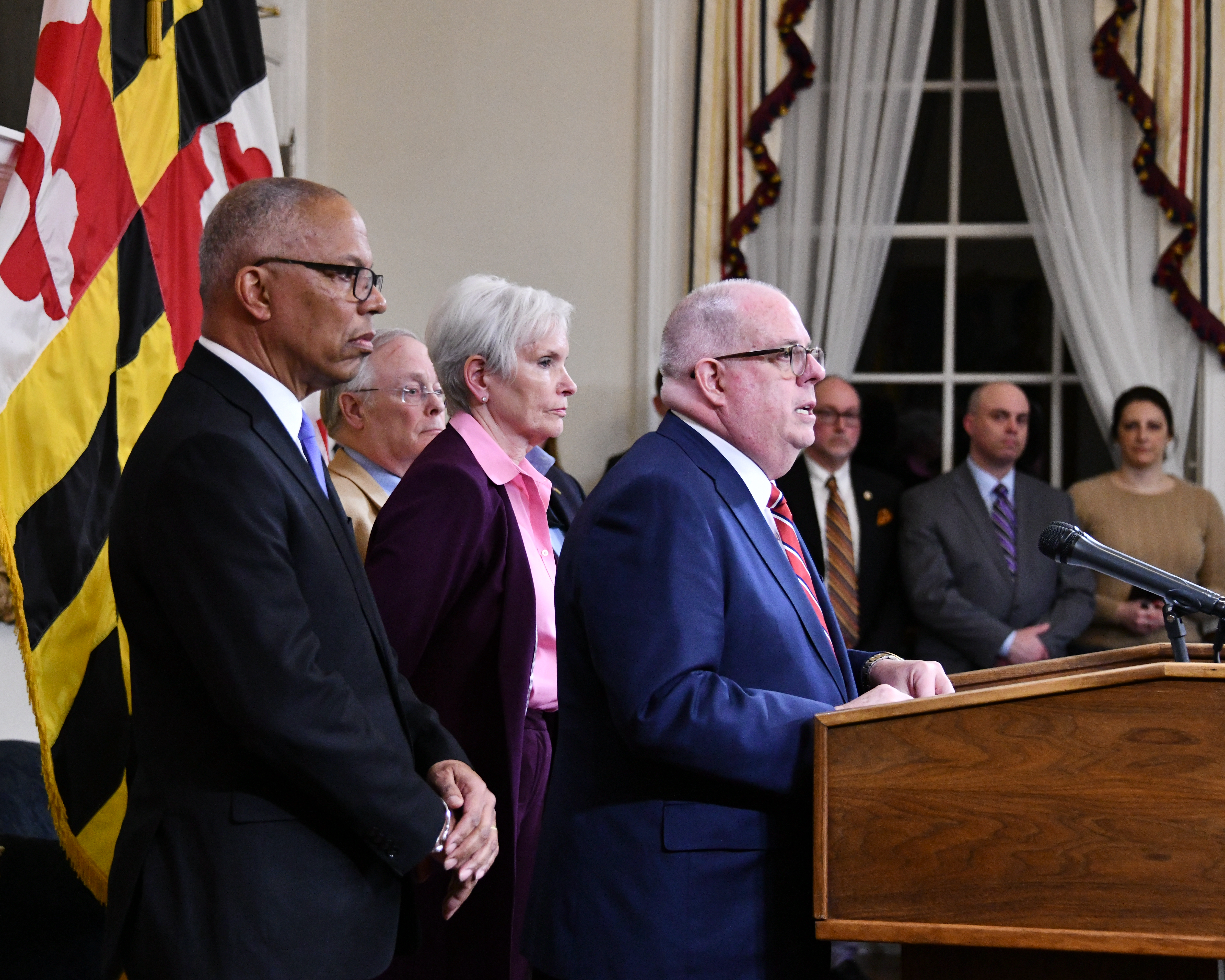
3月5日，马里兰州州长拉里·霍甘宣布该州首例确诊病例

3月5日，马里兰州州长拉里·霍甘宣布该州出现确诊病例，共有3人，患者均住在蒙哥马利县，一对70多岁夫妇和与他们无关的一名50多岁妇女。这三人在埃及尼罗河上乘坐了同一班邮轮，回来后，其中一名患者到过宾夕法尼亚州費城郊区与学生会面，导致宾夕法尼亚州卫生部关闭了该地区三所学校。另一名患者造访了罗克维尔退休社区，参加了一个70-100人的集会。社区的其他人员被要求每日测体温，如果出现症状要向医生或者马里兰州应急管理机构报告。三名患者3月12日前均康复出院。当天该州宣布进入紧急状态。
同日，索尔兹伯里大学暂停了他们在意大利和韩国的交流项目。

#### 3月30日
3月30日，州长发布发布强制性的居家令，于当日晚8点开始生效，居家令要求所有最近去过其他州的人在家隔离14天，擅自外出者将面临最高1年有期徒刑和/或者5000美金罚款。 弗吉尼亚州州长和华盛顿哥伦比亚特区市长当天发布了类似的居家令。
马里兰州当日新增3例死亡，累计死亡18人。

## 州政府反应
3月5日，州长宣布首例确诊病例后，进入紧急状态。
3月12日，州长宣布马里兰州所有公立学校从3月16日至27日停课，禁止所有超过250人的活动，激活马里兰国民警卫队。
3月12日起，马里兰州公共图书馆宣布所有分馆继续关闭。16日，所有24座图书馆均继续关闭两周。23日，州长宣布关闭所有非核心商业，公共图书馆继续无限期关闭。

## 公共卫生部门反应

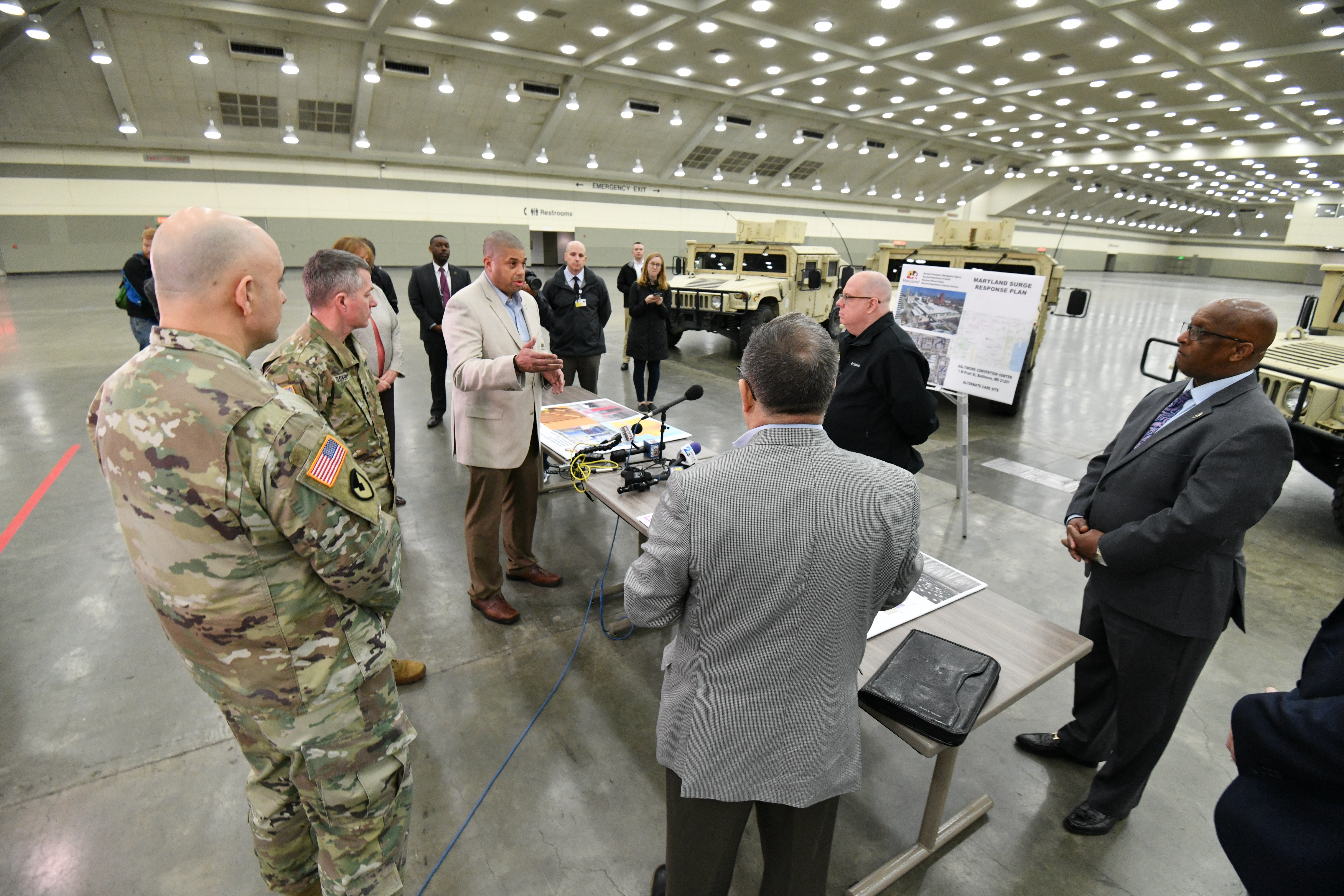
拉里·霍甘和杰克·杨讨论让美國陸軍工程兵團新建医院

3月23日，拉里·霍甘宣布约翰·霍普金斯医院和马里兰大学医学系统合作,将巴尔的摩会议中心和旁边的希爾頓酒店作为临时医院。

## 数据
| 县             | 确诊 | 死亡 | 治愈 | 来源                               |
| -------------- | ---- | ---- | ---- | ---------------------------------- |
| 阿利根尼縣     | 2    | 0    | 0    |                                    |
| 安妮阿倫德爾縣 | 206  | 1    | 0    | [ 24 ]                             |
| 巴爾的摩縣     | 353  | 1    | 0    | [ 25 ]                             |
| 巴爾的摩       | 265  | 2    | 0    | [ 26 ]                             |
| 卡爾弗特縣     | 22   | 0    | 0    |                                    |
| 加羅林縣       | 4    | 0    | 0    |                                    |
| 卡洛爾縣       | 105  | 1    | 0    | [ 27 ] [ 18 ]                      |
| 塞西尔县       | 20   | 0    | 0    |                                    |
| 查爾斯縣       | 69   | 1    | 0    | [ 26 ]                             |
| 多徹斯特縣     | 1    | 0    | 0    | [ 28 ]                             |
| 弗雷德里克县   | 45   | 0    | 3    | [ 29 ]                             |
| 加勒特縣       | 3    | 0    | 0    |                                    |
| 哈福德縣       | 37   | 0    | 0    |                                    |
| 霍華德縣       | 152  | 1    | 0    | [ 30 ] [ 18 ]                      |
| 肯特县         | 5    | 0    | 0    |                                    |
| 蒙哥马利县     | 498  | 1    | 3    | [ 31 ]                             |
| 乔治王子县     | 473  | 6    | 0    | [ 32 ] [ 33 ] [ 26 ] [ 30 ] [ 18 ] |
| 安妮女王縣     | 8    | 0    | 0    |                                    |
| 聖瑪麗斯縣     | 27   | 0    | 0    |                                    |
| 薩默塞特縣     | 4    | 0    | 0    |                                    |
| 塔爾博特縣     | 4    | 0    | 0    |                                    |
| 華盛頓縣       | 17   | 0    | 0    |                                    |
| 威科米科縣     | 7    | 1    | 0    | [ 34 ]                             |
| [烏斯特縣      | 5    | 0    | 0    |                                    |
| 未知           | 0    | 21   | 75   |                                    |
| 总计           | 2331 | 36   | 81   |                                    |
| 来源:          |      |      |      |                                    |